# Susan Taslimi
Susan Taslimi (en farsi سوسن تسلیمی; también Soosan Taslimi, 7 de febrero de 1950, Rasht, Irán) es una actriz, guionista y directora de cine y teatro iraní. 
Considerada la actriz más importante de Irán, debió abandonar el país luego de ser proscripta por el régimen Islámico. Todos sus filmes han sido prohibidos. 
Emigró a Suecia donde reside y trabaja desde 1989.

## Biografía
Hija del productor Khosro Taslimi y la actriz Monireh Taslimi, su hermano Cyrous es actor y productor cinematográfico. Se graduó en la Facultad de Bellas Artes de la Universidad de Teherán.
Entre 1971 y 1984 actuó en su país natal como miembro del Teatro Cívico de Teherán creado por Arby Ovanesian en obras de Arthur Miller, August Strindberg, William Shakespeare, Luigi Pirandello, John Osborne, Jean Paul Sartre, Thornton Wilder, Samuel Becket,  Albert Camus, Henrik Ibsen, Peter Gill, Tadeusz Rogevich, Bertolt Brecht, Tennessee Williams, Federico García Lorca, Mahin Tadjdod, Reza Ghasemi y Bahram Beyzai. 
Actuó en festivales de teatro de Varsovia, Caracas, Río de Janeiro y Estados Unidos.
Protagonizó varios films del director Bahram Beizai como la Balada de Tara (1979) y Bashu, el pequeño extranjero (1986).
Abandonó Irán en 1989 y vive en Suecia, donde trabaja en teatro y cine dirigiendo y actuando. Trabaja en el teatro nacional de Estocolmo y Gotemburgo donde en 1991 actuó, escribió y dirigió una adaptación de Medea de Eurípides. En 1999 protagonizó Medea en el National Theater de Estocolmo dirigida por Sara Erlingdotter ganando el Premio a la mejor Actriz del Año 1999.
En 1995 protagonizó Gränsen (Nunca) de Reza Parsa, película ganadora de varios premios y del Oscar al "Best Graduate Film".
Su película Hus i Helvete (All Hell Let Loose) obtuvo una mención especial en el Festival de Cine de Montreal .2002 y el premio a la mejor opera prima y fue ganador en el Brooklyn Film Festival 2003, obtuvo mención en el festival de Milán para directoras de cine.
Es miembro del directorio del Instituto Cinematográfico Sueco desde 1999 y en 2003 fue distinguida con el Premio de honor de la ciudad de Estocolmo por su contribución a la cultura sueca.
Estuvo casada con el actor y director Dariush Farhang, padre de su hija Tooka nacida en 1973. Es hermana de la productora y escritora Sirus Taslimi.